# Zwetschgenknödel

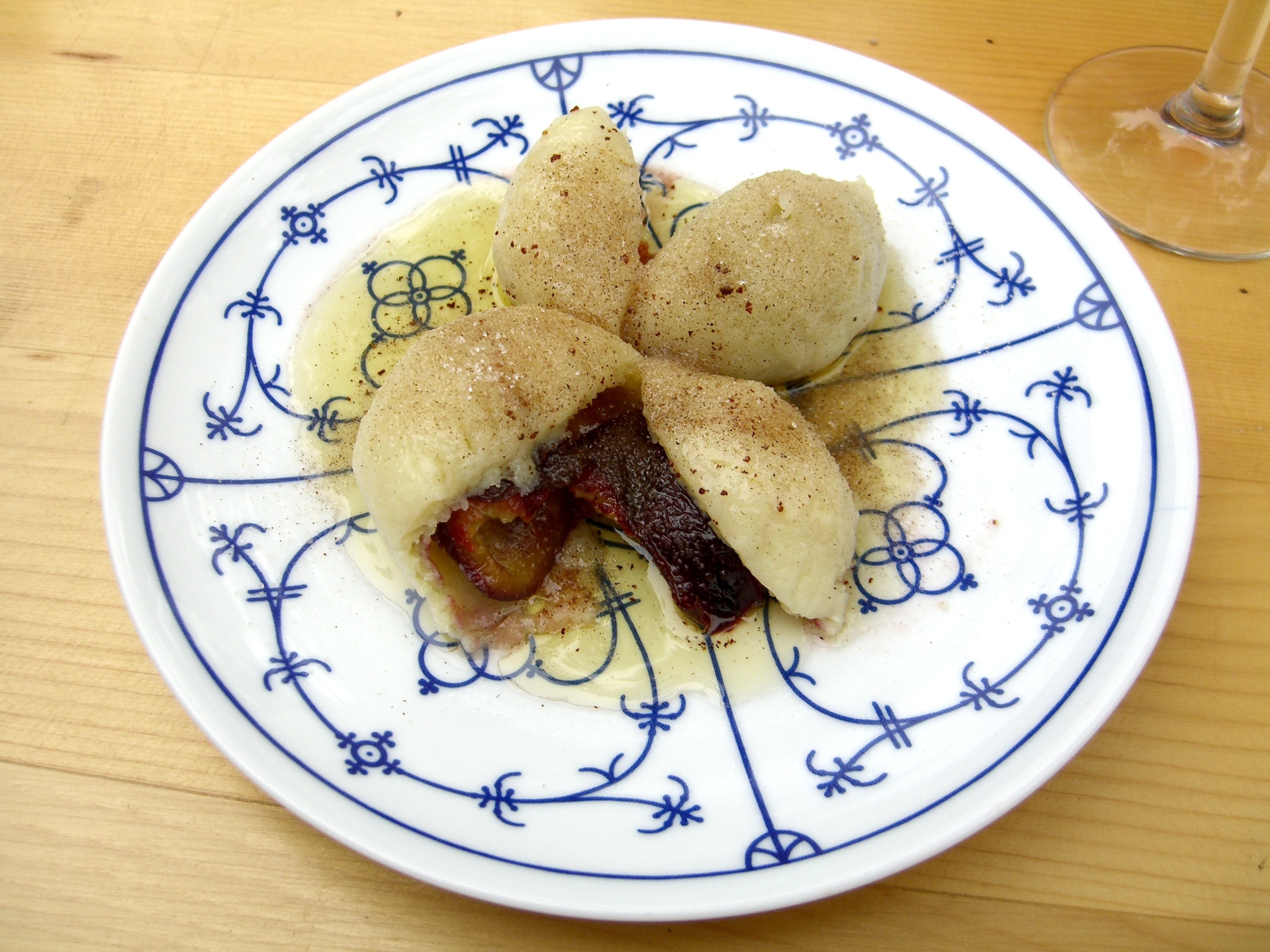
Dos Zwetschkenknödel servidos en un plato, uno de ellos abierto para mostrar en su interior la ciruela.

Los Zwetschkenknödel son una especialidad culinaria bávara que puede encontrarse en la cocina checa (švestkové knedlíky) y austriaca. Es una especie de Knödel (bola elaborada con una masa de harina) y lleva en su interior una ciruela (en el dialecto de la zona, Zwetschken). Se suele servir como acompañamiento de platos con abundante contenido de carne.

## Características
La masa con la que se elabora este knödel puede estar basada en harina o en patata; depende de los gustos. Frecuentemente se endulza el interior con azúcar y se aromatiza con vainilla o canela.